# Stelis lehmannii
Stelis lehmannii är en orkidéart som beskrevs av Alec M. Pridgeon och Mark W. Chase. Stelis lehmannii ingår i släktet Stelis och familjen orkidéer. Inga underarter finns listade i Catalogue of Life.